# Podomyrma clarki
Podomyrma clarki é uma espécie de formiga do gênero Podomyrma, pertencente à subfamília Myrmicinae.